# タイ国イスラーム銀行
タイ国イスラーム銀行（タイこくイスラームぎんこう、ธนาคารอิสลามแห่งประเทศไทย、英語ではIslamic Bank of Thailand、略称はISBT）は、タイの半官半民のイスラム銀行。7万近くある株券の内、15%にあたる1万株近くが外国資本である。

## 歴史
タイのイスラーム銀行の歴史は1994年（仏暦2537年）、「インドネシア・マレーシア・タイ成長の三角地帯」(Indonesia-Malaysia-Thailand : Growth Triangle) の協定にタイ政府がサインしたことに始まる。この協定ではムスリムの多い南部五県、（サトゥーン県、ナラーティワート県、ソンクラー県、ヤラー県、パッターニー県）にイスラム銀行を設置することを定めていた。これに基づいて1997年には、バンコク・メトロポリタン銀行 (BMB。現・タナチャート銀行) がタイ南部で業務を開始したが、アジア通貨危機により計画は挫折した。
一方でタイ政府は2001年、クルンタイ銀行とカシコン銀行と共同で南部五県にイスラム銀行を設置した。クルンタイ銀行は、イメージカラーの水色ではなく、緑色を基調にしたイスラム金融専門の支店を出していた。
翌2002年（仏暦2545年）、タクシン政権は議会で仏暦2545年タイ王国イスラム銀行法を可決した。これにより、政府が独自の銀行を設立した。これがタイ国イスラム銀行である。
タイ政府がイスラム銀行の設立を行った背景には、政府に深南部三県（パッターニー県、ヤラー県、ナラーティワート県の三県）における治安の不安定が同地域の開発を遅らせているという認識があり、これが設立を促したものと見られている。2003年12月15日、最初の支店がサトゥーン県に支店を開いた。
2005年(仏暦2548年)、クルンタイ銀行からイスラム金融部門『クルンタイ・シャリーア・サービス』を譲り受け統合。業績規模を拡大した。2013年には、スワンナプーム国際空港2階国内線到着ロビーに支店・外貨両替所の出店を許された。
非ムスリムの預金も許可されており、非ムスリムの間での人気も高い。